# La favola dei saltimbanchi
La favola dei saltimbanchi è il testo di un'opera teatrale scritta da Michael Ende. Il sottotitolo recita: "Azione scenica in sette Quadri con un Prologo e un Epilogo".

## Trama
Nel prologo si vede uno squallido spazio fabbricabile, il giorno prima che i lavori abbiano inizio, circondato dalle sagome cupe di grosse industrie. Qui si trova una compagnia di artisti girovaghi, disperati perché ormai privi di un qualunque pubblico: hanno dovuto vendere il contenuto di tutti i loro carri, persino i cavalli che li tiravano, e ora, privi di tutto, sono costretti ad abbandonare anche il terreno in cui si trovano. Potrebbero salvarsi firmando un contratto con una ditta chimica, che li assumerebbe e li pagherebbe per reclamizzare i suoi prodotti. Unica condizione: abbandonare Eli, una ragazzina dodicenne, orfana e ritardata, che tre anni prima avevano accolto tra loro: Eli è rimasta minorata proprio a causa di una nube tossica, liberatasi da una fabbrica dell'azienda che ora vorrebbe assumere i saltimbanchi.
I sette quadri mettono quindi in scena una recita fantastica che vede coinvolti gli attori, trasfigurati in una favola dove il piano della realtà e quello della finzione si fondono progressivamente.
Nell'epilogo, amaro, la compagnia prenderà la sua decisione, se firmare o meno il contratto che li metterà al servizio dell'industria.

## Edizioni
- Michael Ende, La favola dei saltimbanchi, traduzione di Elisabetta Dell'Anna Ciancia e Gabriele Cagnoli, collana La gaja scienza, Longanesi, 1988,  p. 104, ISBN 88-304-0852-2.